# 諏訪赤十字病院

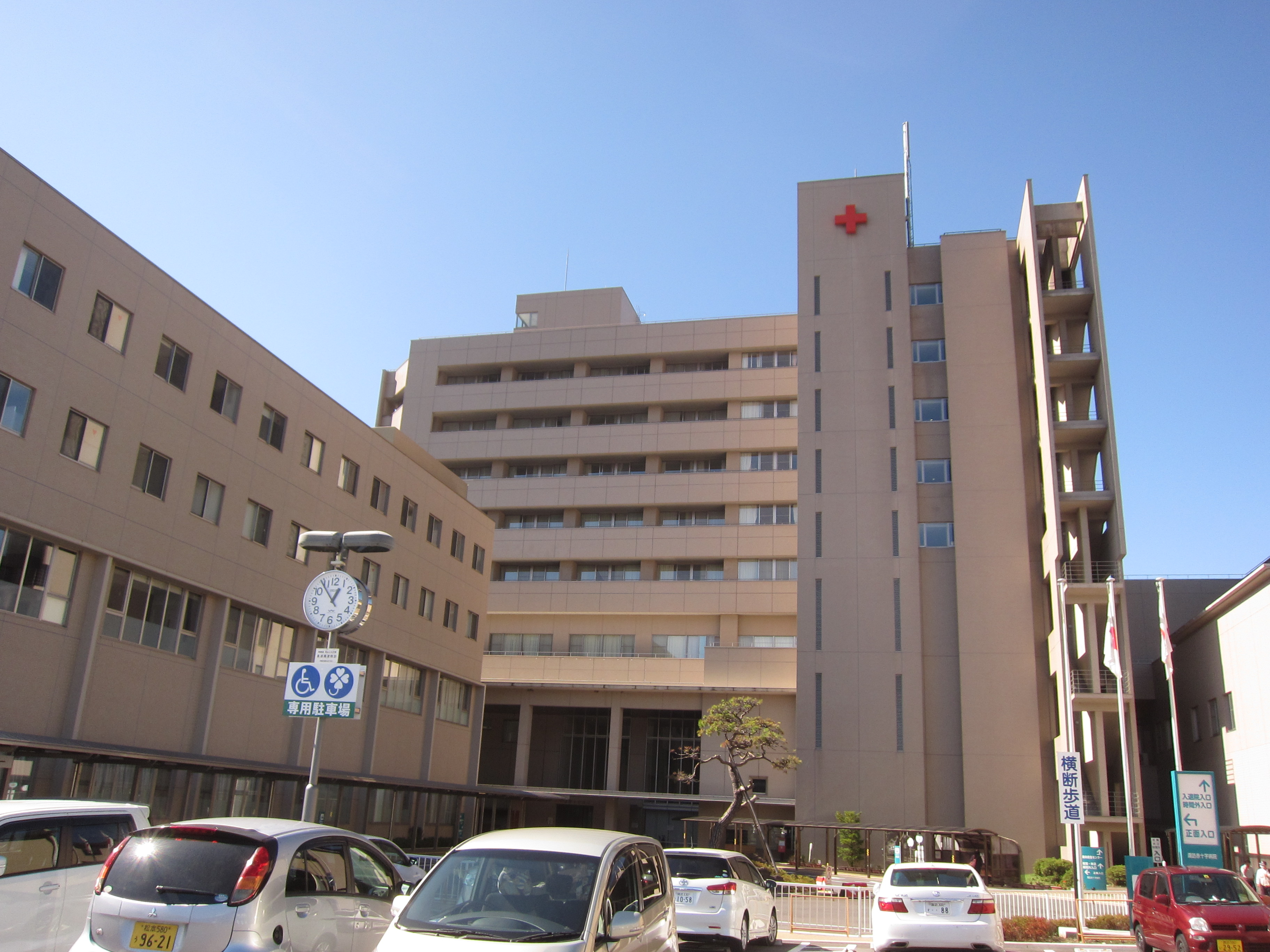
玄関側

諏訪赤十字病院（すわせきじゅうじびょういん）は、長野県諏訪市の諏訪湖湖畔に建つ医療機関。日本赤十字社長野県支部が設置する病院である。重症病床をICU（4床）、救命救急センター（10床）、脳卒中ケアユニット（SCU 6床）、HCU（7床）、血液浄化（39床）備える。

## 沿革
- 1880年（明治13年）6月 - 上諏訪町本町に諏訪郡24村組合管理による公立高嶋病院を開院。
- 1891年（明治24年）4月 - 諏訪郡立高嶋病院と改称。
- 1919年（大正8年）4月 - 諏訪郡立諏訪病院と改称。
- 1922年（大正11年）12月 - 諏訪郡立諏訪病院が日本赤十字社に移管。
- 1923年（大正12年）1月 - 日本赤十字社長野支部病院諏訪分院を創立。
- 1928年（昭和3年）4月 - 日本赤十字社長野支部諏訪病院と改称。
- 1943年（昭和18年）6月 - 海軍病院に指定され、横須賀海軍病院諏訪赤十字病院と改称。
- 1943年（昭和18年）7月 - 野比海軍病院諏訪赤十字病院と改称。
- 1944年（昭和19年）4月 - 本社直轄病院となり、日本赤十字社本部諏訪病院と改称。
- 1954年（昭和29年）1月 - 諏訪赤十字病院と改称。
- 1957年（昭和32年）9月 - 総合病院の名称使用承認。
- 1993年（平成5年）6月 - 諏訪市在宅介護支援センターを院内に開設。
- 1994年（平成6年）4月 - 本社直轄病院から長野県支部病院へ所轄換えとなる。
- 1999年 （平成11年）9月 - 現在の湖岸通りに新築移動する。
- 2006年（平成18年）10月 - 救命救急センターを開設。
- 2009年（平成21年）12月 - ドクターカーの運用開始。
- 2023年（令和5年）1月 - 創立100周年記念式典挙行。

## 診療科
- 内科
- 精神科
- 神経内科
- 呼吸器科
- 消化器科
- 循環器科
- 小児科
- 外科
- 整形外科
- 形成外科
- 脳神経外科
- 呼吸器外科
- 心臓血管外科
- 皮膚科
- 泌尿器科
- 産婦人科
- 眼科
- 耳鼻咽喉科
- 放射線科
- 麻酔科
- リウマチ科
- リハビリテーション科

## 医療機関の指定等
- 保険医療機関
- 労災保険指定医療機関
- 指定自立支援医療機関（更生医療・育成医療・精神通院医療）
- 身体障害者福祉法指定医の配置されている医療機関
- 精神保健指定医の配置されている医療機関
- 生活保護法指定医療機関
- 戦傷病者特別援護法指定医療機関
- 原子爆弾被害者医療指定医療機関
- 地域医療支援病院
- 災害拠点病院
- 救命救急センター（3次救急指定病院）
- 航空身体検査指定医療機関[1]
- 臨床研修指定病院
- がん診療連携拠点病院
- エイズ治療拠点病院
- DPC対象病院
- 特定疾患治療研究事業委託医療機関
- 小児慢性特定疾患治療研究事業委託医療機関
- 地域周産期母子医療センター
- 公害医療機関
- 母体保護法指定医の配置されている医療機関
- 災害対策基本法指定機関
- 長野DMAT指定医療機関

## 交通アクセス
- 東日本旅客鉄道中央本線上諏訪駅下車、かりんちゃんバス・スワンバスで約8分程度、徒歩約20分程度。
- 中央自動車道諏訪ICより、約15分程度。